# أليستير بيتري
أليستير بيتري (بالإنجليزية: Alistair Petrie)‏ هو ممثل بريطاني، ولد في 30 سبتمبر 1970 في المملكة المتحدة.

## أعمال

### أفلام
- (2008) المهمة المصرفية[5]
- (2012) سحابة الأطلس[6]
- (2013) اندفاع[7]
- (2014) وجه ملاك[8]
- (2016)  قصة من حرب النجوم[9]
- (2019) هلبوي

### مسلسلات
- التربية الجنسية
- العبقري
- يوتوبيا

## وصلات خارجية
- أليستير بيتري على موقع IMDb (الإنجليزية)
- أليستير بيتري على موقع ألو سيني (الفرنسية)
- أليستير بيتري على موقع ميوزك برينز (الإنجليزية)
- أليستير بيتري على موقع أول موفي (الإنجليزية)
- أليستير بيتري على موقع قاعدة بيانات الأفلام السويدية (السويدية)
- أليستير بيتري على موقع قاعدة بيانات الفيلم (الإنجليزية)
- أليستير بيتري على موقع كينوبويسك (الروسية)